# Dendrobium harveyanum
Dendrobium harveyanum är en orkidéart som beskrevs av Heinrich Gustav Reichenbach. Dendrobium harveyanum ingår i släktet Dendrobium, och familjen orkidéer. Inga underarter finns listade i Catalogue of Life.